# Araricá
Araricá est une ville brésilienne de la mésorégion métropolitaine de Porto Alegre, capitale de l'État du Rio Grande do Sul, faisant partie de la microrégion de Porto Alegre et située à 63 km au nord-est de Porto Alegre. Elle se situe à une latitude de 29° 37′ 03″ sud et à une longitude de 50° 55′ 42″ ouest, à 30 m d'altitude. Sa population était estimée à 4 781 en 2007, pour une superficie de 35 km2. L'accès s'y fait par la RS-464.
Le nom est d'origine indigène et signifie « abreuvoir des perroquets ». 
La commune est située entre les contreforts du Morro Ferrabraz et la Vallée du Rio dos Sinos.
Les premiers colons européens furent des Allemands qui arrivèrent de 1840 à 1860 et dont les descendants parlent encore le dialecte du Hunsrück.

## Villes voisines
- Nova Hartz
- Parobé
- Taquara
- Sapiranga